# Digitaria induta
Digitaria induta är en gräsart som beskrevs av Jason Richard Swallen. Digitaria induta ingår i släktet fingerhirser, och familjen gräs. Inga underarter finns listade i Catalogue of Life.